# No Expectations
Pistes de Beggars Banquet
Sympathy for the Devil Dear Doctor
No Expectations est une chanson des Rolling Stones. Elle apparait pour la première fois sur le single Street Fighting Man paru le 31 août 1968 avant d'être intégrée dans l'album Beggars Banquet sorti en décembre de la même année. Elle est également incluse dans la compilation More Hot Rocks.
Selon Mick Jagger, c'est la dernière contribution majeure de Brian Jones, ici à la slide guitar.
Sa première interprétation en public eut lieu lors du Rock and Roll Circus, le 12 décembre 1968.

## Personnel

### The Rolling Stones
- Brian Jones : Guitare Slide
- Mick Jagger : Chant
- Keith Richard : Guitare rythmique
- Bill Wyman : Basse
- Charlie Watts : Claves

### Musicien additionnel
- Nicky Hopkins : Piano, Orgue Hammond

## Reprises
- Joan Baez sur l'album One Day at a Time (1970)
- Johnny Cash sur l'album Gone Girl (1978)
- Waylon Jennings sur l'album Closing In on the Fire (1998)
- Calvin Russell sur l'album Rebel Radio (2001)
- Chris Spedding sur l'album One Step Ahead Of The Blues (2002)